# Фізична активність

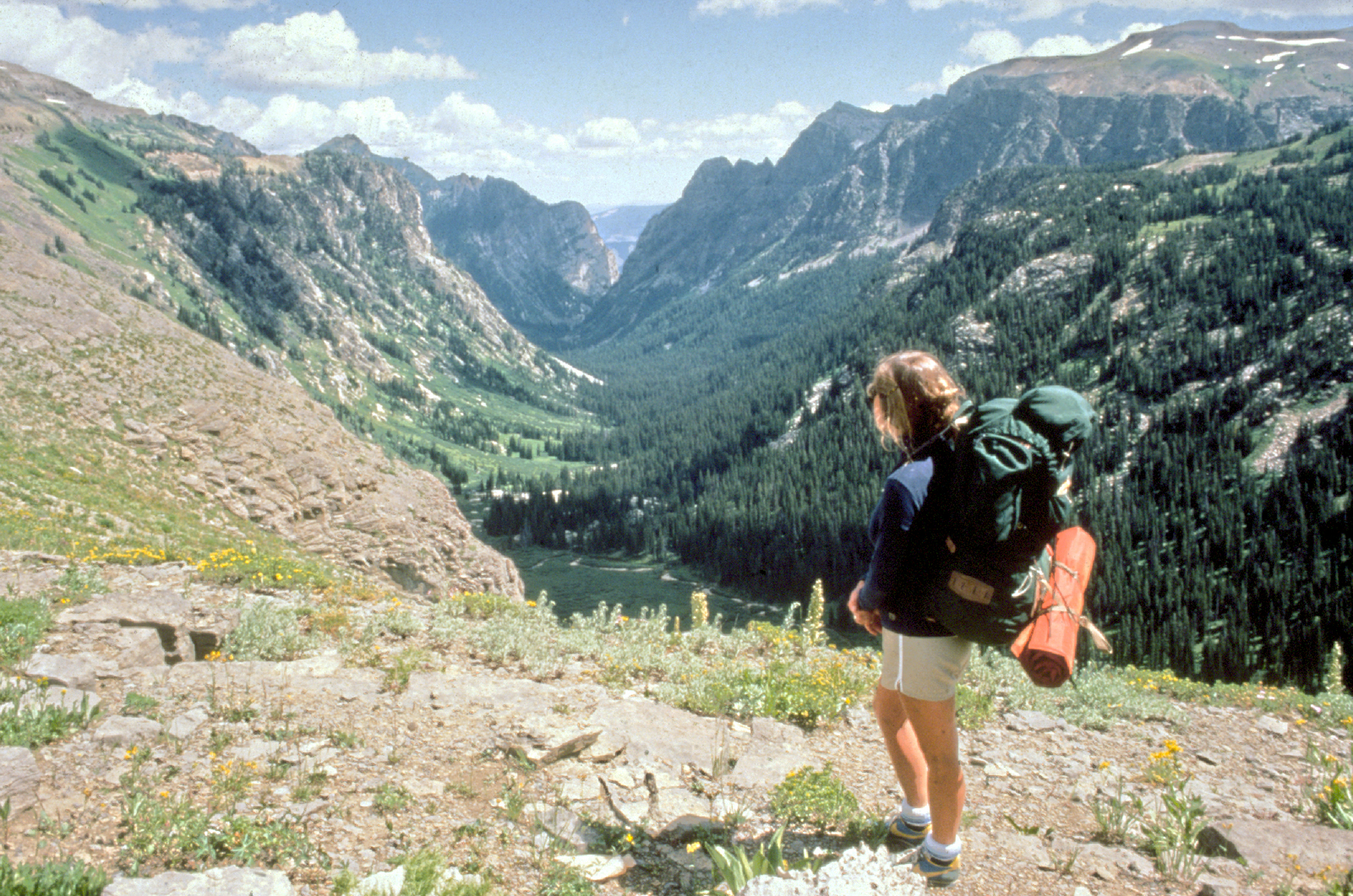
Фізична активність включає фізичні вправи та інші види активності під час доби — всі форми руху, такі як ходьба, біг, їзда на велосипеді, плавання, танці, туризм та заняття спортом.

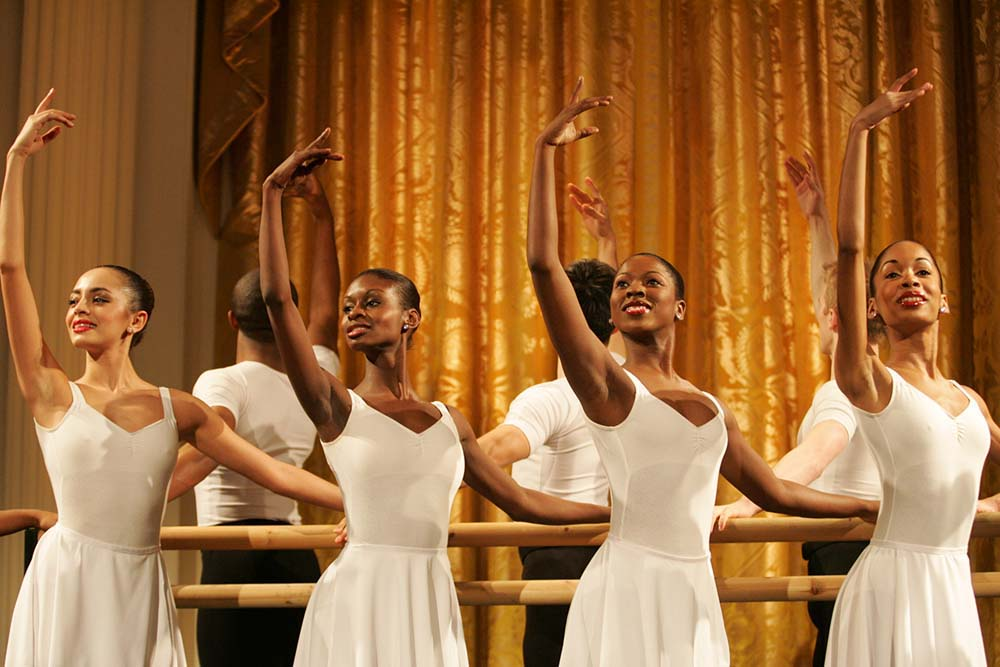
Танці — вид фізичної активності

Фізична активність — будь-який довільний рух тіла, що виробляється скелетними м’язами та вимагає енергетичних витрат. Фізична активність охоплює всі заходи будь-якої інтенсивності, що виконуються в будь-який час доби.
Фізична активність включає фізичні вправи та випадкову активність, інтегровані в повсякденну діяльність. Це включає в себе всі форми руху, такі як ходьба, біг, їзда на велосипеді, плавання, танці та заняття спортом. Фізичну активність можна класифікувати за різними типами, включаючи аеробні вправи, силові вправи, вправи на гнучкість і вправи на баланс. Ця інтегрована діяльність може не бути запланованою, структурованою, повторюваною або цілеспрямованою для поліпшення фізичної форми, а також може включати такі дії, як ходьба до місцевого магазину, прибирання, робота, пересування місцевістю, туризм тощо. 
Регулярна фізична активність необхідна для підтримки доброго здоров’я та запобігання хронічним захворюванням, таким як ожиріння, діабет, хвороби серця та деякі види раку. Це також допомагає покращити психічне здоров’я, зменшуючи стрес і тривогу, покращуючи настрій і сприяючи кращому сну. Всесвітня організація охорони здоров’я рекомендує, щоб дорослі виконували щонайменше 150-300 хвилин аеробної фізичної активності помірної інтенсивності на тиждень або 75-150 хвилин аеробної фізичної активності високої інтенсивності на тиждень.
Брак фізичної активності пов'язаний з низкою негативних наслідків для здоров'я, тоді як підвищена фізична активність може покращити фізичне, а також психічне здоров'я. Фізична активність збільшує витрати енергії та є ключовим регулятором контролю ваги тіла.

## Користь для здоров'я

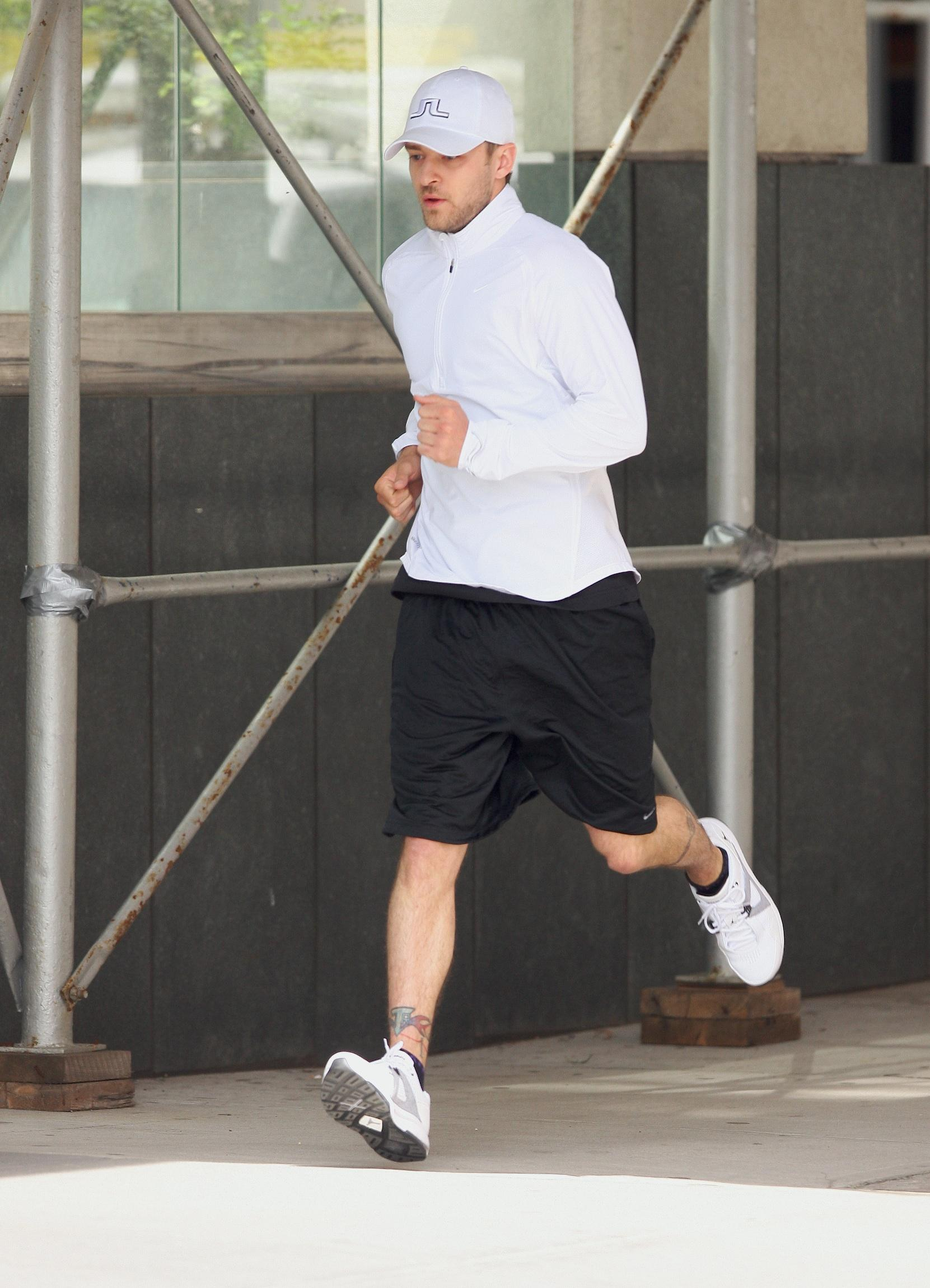
Регулярні помірні фізичні вправи мають значний плив на покращення здоров'я.

Всесвітня організація охорони здоров'я (ВООЗ) вирізняє такі головні позитивні впливи фізичної активності на здоров'я:
- Фізична активність має значні переваги для здоров’я серця, тіла та розуму.
- Фізична активність сприяє запобіганню та лікуванню неінфекційних захворювань.
- Фізична активність зменшує наслідки депресії та тривоги.
- Фізична активність покращує навички мислення, навчання[11] та прийняття рішень.
- Фізична активність забезпечує здорове зростання і розвиток молоді.
- Фізична активність покращує загальне самопочуття.

Люди, які регулярно виконують фізичні вправи здоровіші, щасливіші, живуть довше й молодші епігенетично, та мають нижчий ризик захворюваності, зокрема, на хвороби серця та онкологічні захворювання. Такі люди частіше мають здорову вагу тіла (індекс маси-тіло), більше м'язової тканини та менше жирової. Дослідження показують, що фізичні навантаження знижують ризики смертності від усіх природних причин, а саме 2,5 години на тиждень (відповідно 30 хвилин помірної активності на день протягом 5 днів на тиждень) порівняно з ніякою активністю, пов'язано зі зниженням ризику смертності від усіх причин на 19 %, тоді як 7 годин помірних навантажень на тиждень — на 24 %.

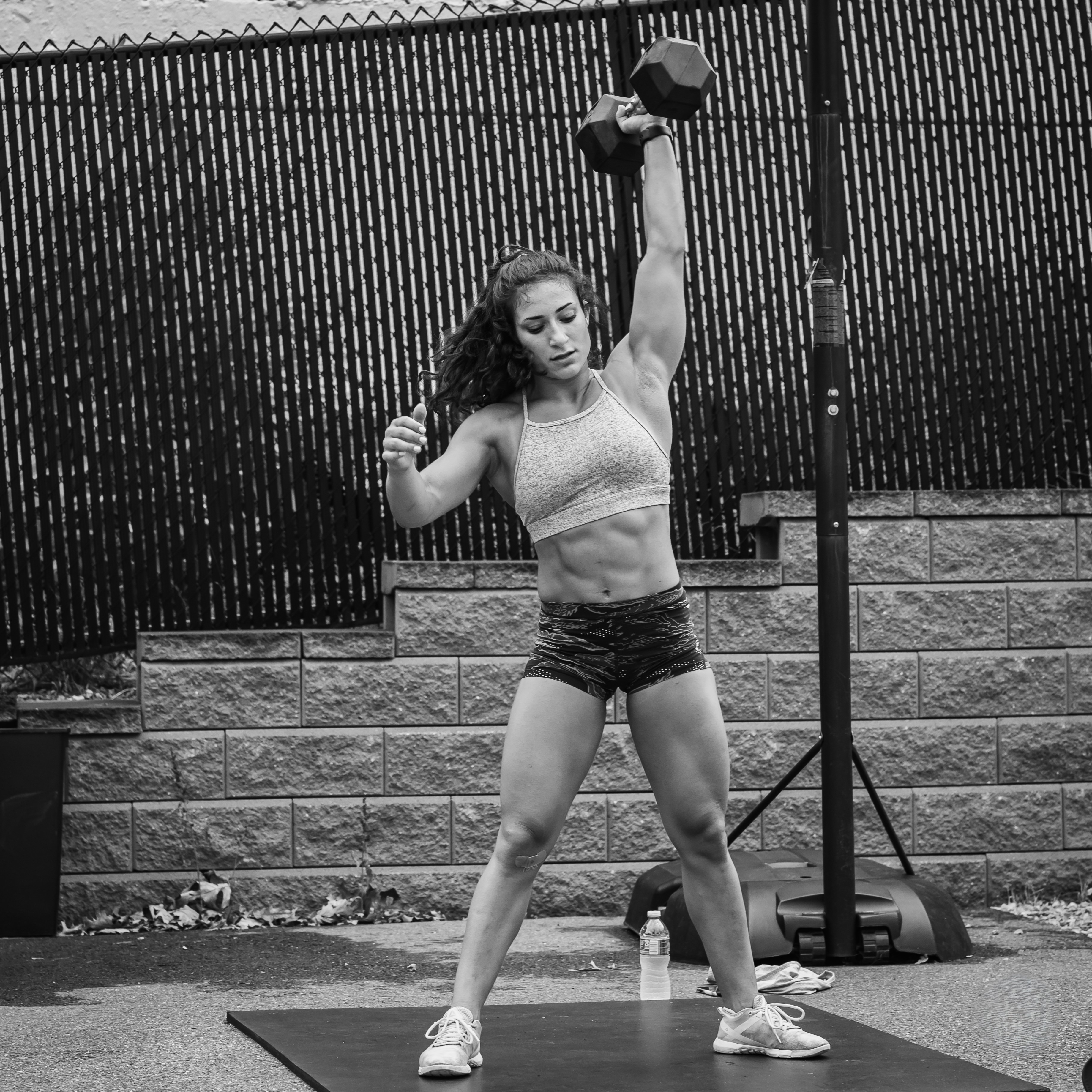
Високоінтенсивне інтервальне тренування є найефективнішим типом тренувань для зменшення жирової маси тіла.

До того-ж довільна фізична активність (фізичні вправи, прогулянки, активний транспорт) пов'язана з нижчим рівнем смертності від усіх причин, натомість важка фізична активність на роботі чи городі, не має такого здорового впливу на організм або обумовлена вищим рівнем фізичної завантаженості, що може бути пов'язано з меншим внеском аеробного навантаження під час фізичної роботи. Таким чином, дозвільна фізична активність потрібна і для людей, залучених до важкої фізичної праці.
Регулярні фізичні вправи є потужним регулятором чутливості до інсуліну та загального системного метаболізму як через швидкі реакції, викликані кожним тренуванням, так і через хронічну адаптацію. Завдяки цьому, регулярні фізичні вправи значно знижують ризики хронічних метаболічних захворювань, зокрема діабет 2 типу та неалкогольну жирову хворобу печінки.
Добровільні фізичні вправи можуть покращити навчання та розумову працездатність, покращити нейропластичність і пам'ять (покращити кровотік в мозку, підвищити рівень нейротрофічного фактора мозку (BDNF) та інших факторів росту), стимулювати нейрогенез та підвищити стійкість мозку до негативних чинників. З’являється все більше доказів того, що регулярні фізичні вправи можуть сприяти мітохондріальному біогенезу в нейронах мозку, що може сприяти покращенню когнітивних функцій (пам'ять, увага, мислення) і настрою. Це призвело до зацікавленості у використанні фізичних вправ як немедикаментозного втручання для нейродегенеративних розладів та інших неврологічних станів. Дослідження протягом 44 років 1462 жінок віком від 38 до 60 років показало, що висока фізична підготовленість сповільнила вік початку деменції на 9,5 років порівняно з середньою фізичною підготовленістю. Дослідження 2022 року показало, що кількість фізичної активності позитивно корелює з масою сірої речовини мозку.
Також ціла низка наукових досліджень доводить дієвість використання крокомірів або подібних мобільних застосунків, для підвищення рівня фізичної активності, і навіть доводить, що їх використання сприяє поліпшенню стану здоров'я людей. Вони показують, що після початку використання крокоміра, рівень фізичної активності людей підвищувався, а разом із ним покращувалися й їхні фізичні показники.
Див.також: Здоровий спосіб життя, Фізичні вправи, Фізичне виховання, Фізична культура, Силові тренування, Спорт, Туризм.

## Рекомендації Всесвітньої організації охорони здоров'я
Інструкції та рекомендації ВООЗ надають деталі для різних вікових груп і окремих груп населення про те, скільки фізичної активності необхідно для міцного здоров’я.

### Для дітей віком до 5 років

#### Протягом 24-годинного дня немовлятам (до 1 року)
- Бути фізично активними кілька разів на день різними способами, зокрема через інтерактивні ігри на підлозі; більше - краще. Для тих, хто ще не рухається, це включає принаймні 30 хвилин у положенні лежачи (час на животі), розподілених протягом дня під час неспання;
- Не бути обмеженими в рухливості довше 1 години за один раз (наприклад, колясками, високими стільчиками або прив’язаними на спині вихователя);
- Не рекомендується проводити час перед екраном;
- Рекомендується читання дитинні та розповідання історій;
- Обов'язково 14-17 годин (від 0 до 3 місяців) або 12-16 годин (від 4 до 11 місяців) якісного сну, включаючи дрімоту.

#### Протягом 24-годинного дітям 1-2 роки

Дитина 2-х років бігає

- Дитина 2-х років бігаєПриділяти щонайменше 180 хвилин різноманітним видам фізичної активності будь-якої інтенсивності, включаючи фізичну активність середньої та високої інтенсивності, розподілену протягом дня; більше - краще;
- Не бути обмеженими в рухливості довше 1 години (наприклад, колясками, високими стільчиками або прив’язаними на спині вихователя) або сидіти протягом тривалого часу;
- Для однорічних дітей не рекомендується сидячий час перед будь-яким екраном;
- Для дітей віком від 2 років сидячий час перед екраном має становити не більше 1 години; менше - краще;

- Рекомендується читання дитинні та розповідання історій;
- Обов'язково 11-14 годин якісного сну, включаючи дрімоту, з регулярним часом сну та пробудження.

#### Протягом 24-годинного дітям 3-4 роки
- Приділяти щонайменше 180 хвилин різноманітним видам фізичної активності будь-якої інтенсивності, з яких щонайменше 60 хвилин — це фізична активність від середньої до високої інтенсивності, розподілена протягом дня; більше - краще;
- Не бути обмеженими в рухливості довше 1 години (наприклад, у колясках) і не сидіти протягом тривалого часу.
- Сидячий час перед екраном не повинен перевищувати 1 години; менше - краще.
- Якщо є сидячий образ життя, рекомендуєть його проводити за читанням та розповіданням історій
- Обов'язково 10-13 годин якісного сну, який може включати дрімоту, з регулярним часом сну та пробудження.

### Діти та підлітки 5-17 років

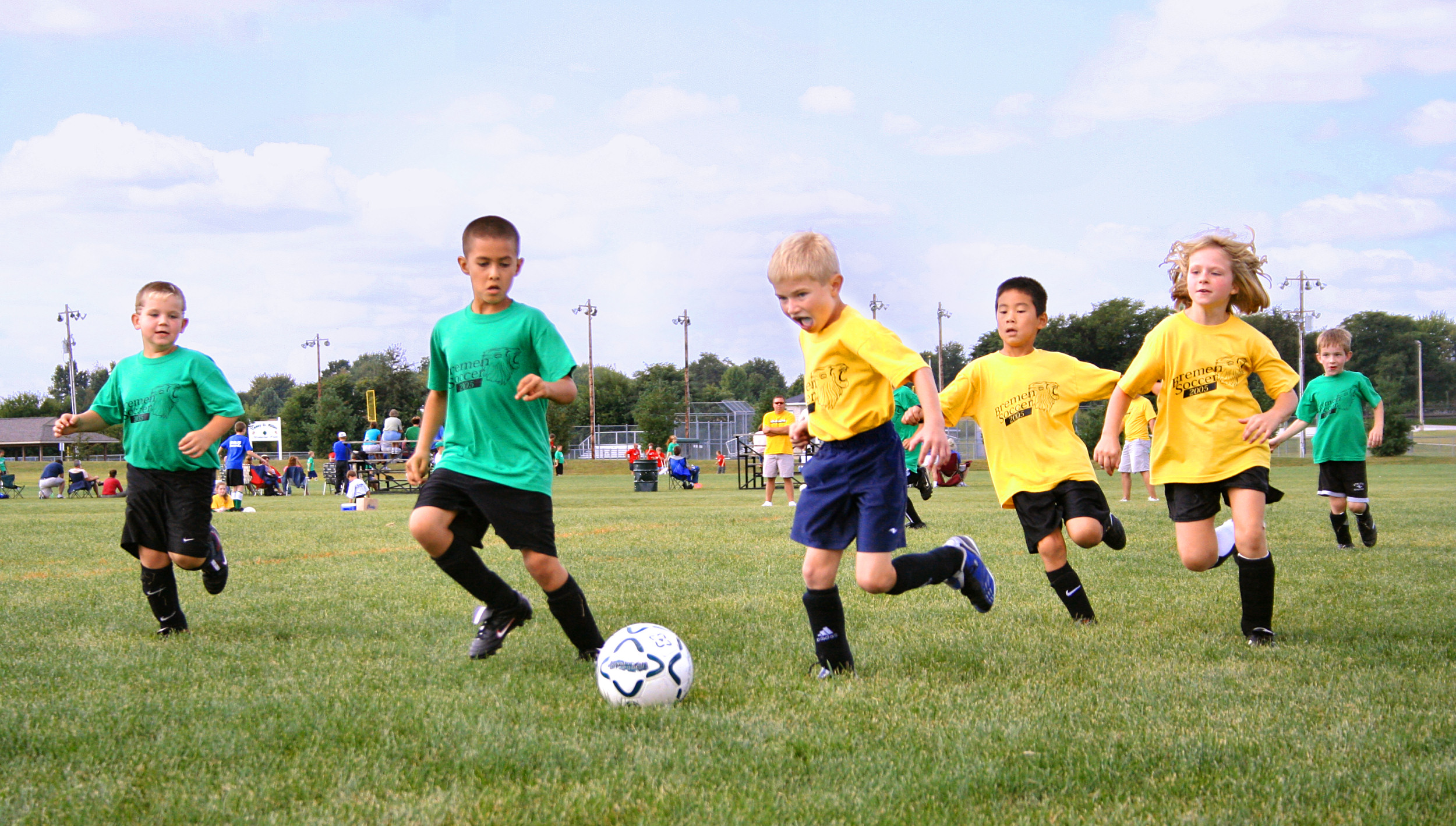
Діти грають в футбол

- Хоча б 60 хвилин на день фізичної активності середньої та високої інтенсивності, переважно аеробної, протягом тижня; більше - краще.
- Має включати аеробні навантаження вискої інтенсивності, а також ті, що зміцнюють м’язи та кістки, принаймні 3 дні на тиждень.
- Слід обмежити кількість часу, проведеного в сидячому положенні, особливо кількість часу, проведеного перед екраном для відпочинку.

### Дорослі віком 18–64 роки
- Аеробнe тренування — БігСилові тренуванняЗайматися аеробною фізичною активністю помірної інтенсивності не менше 150–300 хвилин; або щонайменше 75–150 хвилин аеробної фізичної активності високої інтенсивності; або еквівалентну комбінацію активності середньої та високої інтенсивності протягом тижня;
- Також слід виконувати вправи для зміцнення м’язів середньої або високої інтенсивності, які залучають усі основні групи м’язів 2 або більше днів на тиждень, оскільки це забезпечує додаткові переваги для здоров’я.
- Можливо збільшення аеробної фізичної активность середньої інтенсивності до понад 300 хвилин; або виконувати більше 150 хвилин аеробної фізичної активності високої інтенсивності; або еквівалентну комбінацію активності середньої та інтенсивної інтенсивності протягом тижня для додаткової користі для здоров’я.
- Обмежити кількість часу, проведеного в сидячому положенні. Заміна сидячого часу фізичною активністю будь-якої інтенсивності (включаючи легку інтенсивність) приносить користь для здоров’я, і щоб допомогти зменшити шкідливий вплив сидячого способу життя на здоров’я, усіv дорослим та людям похилого віку рекомендовано виконувати фізичну активність від середньої до високої інтенсивності, що перевищує рекомендовані рівні.

Cилові тренування для літніх людей

### Дорослі віком від 65 років
- Так само, як і для дорослих 18-64 років;
- І як частину своєї щотижневої фізичної активності дорослим віком від 65 років рекомендовано виконувати різноманітну багатокомпонентну фізичну активність, яка наголошує на функціональному балансі та силових тренуваннях середньої або більшої інтенсивності, 3 або більше днів на тиждень, щоб підвищити функціональну здатність і запобігти падінням.

### Вагітні та породіллі
Всі вагітні та породіллі без протипоказань повинні:
- Виконувати принаймні 150 хвилин аеробної фізичної активності середньої інтенсивності протягом тижня;
- Також різноманітні аеробні вправи та вправи для зміцнення м’язів;
- І слід обмежити кількість часу, проведеного в сидячому положенні. Заміна сидячого часу фізичною активністю будь-якої інтенсивності (включаючи легку інтенсивність) приносить користь здоров’ю.

### Люди, які живуть з хронічними захворюваннями

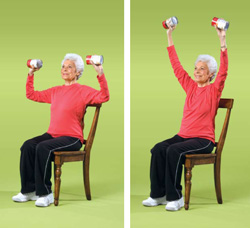
Літня жінка виконує вдома просту силову вправу з консервними банками.

Такими, як артеріальна гіпертензія, діабет 2 типу, онкопатології та інші.
Займатися аеробною фізичною активністю помірної інтенсивності не менше 150–300 хвилин; або щонайменше 75–150 хвилин аеробної фізичної активності високої інтенсивності; або еквівалентну комбінацію активності середньої та високої інтенсивності протягом тижня;
Також слід виконувати вправи для зміцнення м’язів середньої або більшої інтенсивності, які залучають усі основні групи м’язів 2 або більше днів на тиждень, оскільки це забезпечує додаткові переваги для здоров’я;
Як частину своєї щотижневої фізичної активності літні люди з хронічними захворюваннями повинні виконувати різноманітну багатокомпонентну фізичну активність, яка наголошує на функціональному балансі та силових тренуваннях середньої або більшої інтенсивності, 3 або більше днів на тиждень, щоб підвищити функціональну здатність і запобігти падінням;
Можливо збільшувати аеробну фізичну активність середньої інтенсивності до понад 300 хвилин; або виконувати більше 150 хвилин аеробної фізичної активності високої інтенсивності; або еквівалентну комбінацію активності середньої та інтенсивної інтенсивності протягом тижня для додаткової користі для здоров’я;
Слід обмежити кількість часу, проведеного в сидячому положенні. Заміна сидячого часу фізичною активністю будь-якої інтенсивності (включаючи легку інтенсивність) приносить користь для здоров’я;
Щоб зменшити шкідливий вплив сидячого способу життя на здоров’я, усім дорослим та людям похилого віку рекомендовано виконувати фізичну активність середньої та високої інтенсивності, що перевищує рекомендовані.

### Діти та підлітки з інвалідністю
- Виконувати принаймні в 60 хвилин на день допустимої фізичної активності середньої та високої інтенсивності, переважно аеробної, протягом тижня;
- які включають аеробні навантаження високої інтенсивності, а також ті, що зміцнюють м’язи та кістки, принаймні 3 дні на тиждень;
- Слід, за можливості, обмежити кількість часу, проведеного в сидячому положенні, особливо кількість часу, проведеного перед екраном для відпочинку.

### Дорослі особи з інвалідністю
- Займатися допустимою аеробною фізичною активністю помірної інтенсивності не менше 150–300 хвилин; або щонайменше 75–150 хвилин аеробної фізичної активності високої інтенсивності; або еквівалентну комбінацію активності середньої та високої інтенсивності протягом тижня;
- Також слід виконувати допустимі вправи для зміцнення м’язів середньої або більшої інтенсивності, які залучають усі основні групи м’язів 2 або більше днів на тиждень, оскільки це забезпечує додаткові переваги для здоров’я;
- Як частину своєї щотижневої фізичної активності рекомендовано виконувати різноманітну багатокомпонентну фізичну активність, яка наголошує на функціональному балансі та силових тренуваннях середньої або більшої інтенсивності 3 або більше днів на тиждень, щоб підвищити функціональну здатність і запобігти падінням;
- Можливо збільшити аеробну фізичну активність середньої інтенсивності до понад 300 хвилин; або виконувати більше 150 хвилин аеробної фізичної активності високої інтенсивності; або еквівалентну комбінацію активності середньої та інтенсивної інтенсивності протягом тижня для додаткової користі для здоров’я;
- Слід, за можливості, обмежити кількість часу, проведеного в сидячому положенні. Заміна сидячого часу фізичною активністю будь-якої інтенсивності (включаючи легку інтенсивність) приносить користь для здоров’я;
- Щоб зменшити шкідливий вплив сидячого способу життя на здоров’я, усім дорослим та людям похилого віку з інвалідністю рекомендовано виконувати допустиму фізичну активність середньої та високої інтенсивності, що перевищує рекомендовані.
- Можливо уникати сидячого способу життя і бути фізично активним сидячи або лежачи. Наприклад вправи на верхню частиною тіла, інклюзивні та/або спеціальні види спорту та занять для інвалідів.

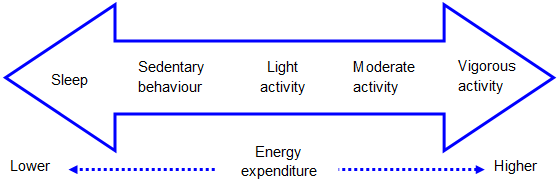
Інтенсивність фізичних навантажень на континуумі від сидячої поведінки до енергійних фізичних навантажень.

## Інтенсивність
Фізична активність може бути будь-якої інтенсивності, від простого посмикування м’яза до повного спринту. З практичної точки зору фізичну активність можна розглядати як континуум від сидячої поведінки до енергійної активності. Інтенсивності в основному класифікуються відповідно до витрат енергії, використовуючи стандартний показник інтенсивності, метаболічні еквіваленти (MET). Широкі категорії — сидяча поведінка, легка активність, помірна активність та енергійна активність.

### Приклади діяльності на кожній інтенсивності
Приклади діяльності, представлені нижче, є саме такими, прикладами. Залежно від особистості та задіяної діяльності, діяльність може перекривати категорії інтенсивності або повністю змінювати категорії.
| Інтенсивність                      | Приклад діяльності                                                |
| ---------------------------------- | ----------------------------------------------------------------- |
| Сидяча поведінка                   | Сидячи, лежачи                                                    |
| Стоячи                             | Стоячи на місці                                                   |
| Легка фізична активність (LPA)     | повільна ходьба, перетасовка по дому                              |
| Помірна фізична активність (MPA)   | Швидка ходьба, біг підтюпцем, легке плавання, сходження по сходах |
| Енергійна фізична активність (VPA) | Швидкий біг, швидкий їзда на велосипеді, спринт                   |

Показано, що фізична активність зменшує тривожність як стан (індивідуальні фізичні вправи, без перерви), тривожність як властивість особистості (безперервне виконання, «вправа» певних фізичних навантажень), психофізіологічні ознаки тривожності — артеріальний тиск і частота серцевих скорочень (помірні фізичні навантаження можуть призвести до зниження інтенсивності короткочасної фізіологічної реактивності та стимулювати відновлення від короткочасних фізіологічних стресорів (Biddle & et al., 2000)). Для людей з важким депресивним епізодом та тривожним розладом найефективнішими виявилися тривалі та короткі прогулянки, а для людей з розладами зловживання наркотичними речовинами, біполярним розладом та частою психотичною декомпенсацією «напружена» гімнастика та катання виявилися найбільш ефективними.

### Інші види фізичної активності
- Аеробні фізичні навантаження
- Анаеробна фізична активність
- Діяльність, що зміцнює м’язи

## Прогнози рівня фізичної активності
Кількість фізичних навантажень, що проводяться населенням, і, відповідно, частка цього населення, що досягає рекомендацій або інших визначених меж, продиктована низкою факторів, включаючи демографічні показники (наприклад, вік, стать, етнічна приналежність), стан здоров'я населення, культурні аспекти, і стан навколишнього середовища (наприклад, інфраструктура, що забезпечує фізичну активність).
Дослідження показали, що із збільшенням доступності природного середовища (наприклад, парків, лісових масивів, внутрішніх вод, узбережжя) повідомляється про більше фізичних навантажень у вільний час, таких як піші прогулянки та їзда на велосипеді. Встановлено, що метеорологічні умови по-різному прогнозують фізичну активність у різних типах середовища. Наприклад, у великому популяційному дослідженні в Англії вищі температури повітря та менша швидкість вітру були пов’язані із збільшенням фізичної активності.
У глобальному масштабі в 2016 році, згідно зведеного аналізу 298 опитувань населення, близько 81% студентів у віці 11–17 років були недостатньо фізично активними. Регіон з найбільшим поширенням недостатньої активності в 2016 році був Азіатсько-Тихоокеанським регіоном з високим рівнем доходу.

## Помилка термінології
"Вправа" та "фізична активність" часто використовуються як взаємозамінні і, як правило, стосуються фізичних навантажень, що виконуються у вільний час з основною метою поліпшення або підтримання фізичної підготовленості, фізичної працездатності або здоров'я. Фізична активність не є точно таким же поняттям, як фізичні вправи. Вправи визначаються як підкатегорія фізичної активності, яка є запланованою, структурованою, повторюваною та цілеспрямованою в тому сенсі, що метою є вдосконалення або підтримка одного або декількох компонентів фізичної підготовленості. І навпаки, фізична активність включає фізичні вправи, але також може бути незапланованою, неструктурованою, випадковою та нецілеспрямованою з багатьох причин.